# Antonio Buzzi (imprenditore)

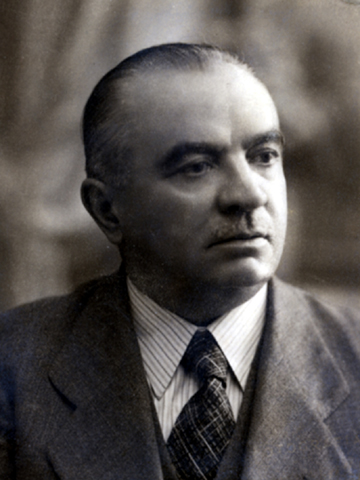
Antonio Buzzi (1881-1951) in una fotografia del 1949 circa

Antonio Buzzi (Casale Monferrato, 1881 – Casale Monferrato, 1951) è stato un imprenditore italiano, attivo nel settore del cemento.

## Biografia
Figlio di Luigi e di Alessandrina Vellano, fratello di Pietro Buzzi, Antonio Buzzi è stato cofondatore nel 1907 della Fratelli Buzzi, dei fratelli Pietro e Antonio Buzzi (oggi Buzzi Unicem Spa).
Nella conduzione dell'azienda di famiglia, Antonio e Pietro Buzzi inaugurano la formula di condivisione dell'attività imprenditoriale tra fratelli che rimane poi il tratto distintivo anche negli anni a venire, suddividendosi i compiti in base alle reciproche competenze e attitudini. Antonio, di formazione geometra e più portato per le questioni operative e imprenditoriali, prendeva le decisioni riguardanti gli impianti sia per le cave e le miniere sia per le cementerie e gestiva direttamente le relazioni di lavoro con i dipendenti e le relazioni industriali con i colleghi cementieri.
Nel 1940, alla morte del fratello, Antonio Buzzi volle che il nipote Luigi Buzzi ne prendesse il posto al suo fianco, e così per undici anni zio e nipote gestirono l'azienda, che dal 1942 assume la denominazione di Fratelli Buzzi di Antonio e Luigi Buzzi.
Nominato Cavaliere dell'Ordine della Corona d’Italia, reggente e tesoriere dell'Opera Pia di San Giulio d’Orta, alla sua morte, avvenuta nel dicembre del 1951 a Casale Monferrato, la città dichiarò il lutto cittadino.